# Kaningrynnan
Kaningrynnan är en ö i Finland. Den ligger i Norra kvarken och i kommunen Malax i den ekonomiska regionen  Vasa i landskapet Österbotten, i den västra delen av landet. Ön ligger omkring 17 kilometer sydväst om Vasa och omkring 360 kilometer nordväst om Helsingfors.
Öns area är 1 hektar och dess största längd är 140 meter i nord-sydlig riktning.